# 微小碘泡虫
微小碘泡虫（学名：Myxobolus minutus）为碘泡科碘泡虫属的动物。其种加词“minutus”意为“微小的”。
分布于奥地利、俄罗斯、印度以及浙江、湖北、湖南、四川、江西等，营寄生生活，寄生在鳃、脾、肾（鲢、鳙、刺鳞犁头鳅）、肠（鲢、鳙、梭、刺鳞犁头鳅）、心、胆囊、膀胱（鲢、鳙）、肝（鲢、刺鳞犁头鳅）、输尿管（鲢）、性腺、肠系膜（石斑鮡）。